# Kairuku grebneffi
Kairuku grebneffi is een uitgestorven soort pinguïn uit het geslacht Kairuku. Het kwam voor in het gebied van het huidige Nieuw-Zeeland tijdens het late oligoceen. De soort werd voor het eerst beschreven in 2012.

## Naamgeving
De soortaanduiding grebneffi eert Andrew Grebneff, een paleontoloog die van 1985 tot zijn plotse dood in 2010 werkte voor het departement Geologie van de University of Otago.

## Kenmerken
K. grebneffi onderscheidt zich van zijn verwant K. waitaki door onder meer de bovensnavel: bij K. waitaki is die op de punt naar beneden gericht, bij K. grebneffi is die recht. Afgaand op de gevonden specimens is K. grebneffi groter dan K. waitaki, maar het aantal specimens is te klein om daarover uitsluitsel te bieden. Het grootste gevonden specimen van K. grebneffi was rechtopstaand geschat zo'n 1,28 meter hoog. Languit in het water, met uitgestoken bek en voeten, mat hij bijna 1,5 meter. Het gewicht wordt op bijna 60 kilogram geschat. K. grebneffi had in vergelijking met moderne pinguïns lange vleugels en een slankere bouw. Zijn poten en voeten waren wel even kort en stomp als bij de huidige soorten.